# 孫魴
孙鲂（?—?），字伯鱼。南昌人。
畫工之子。家贫，但聰敏好學。广明年间，郑谷避乱宜春，孙魴前往学诗，遂有诗名。南唐帝李昪召見，授宗正郎，卒於任上。工於詩，以《題金山寺》最著名，幾與张祜並美，辛文房謂“騷情風韻，不減張祜”，吳任臣稱“與張祜詩前后并稱，一時以為絕唱”。有《孫魴詩集》三卷，《孫魴詩》五卷，均佚。《全唐詩》存詩三十五首、殘句五。《全唐詩續拾》補詩一首。